# Lekkoatletyka na Letnich Igrzyskach Olimpijskich 1900 – skok w dal z miejsca mężczyzn
Konkurs skoku w dal z miejsca na igrzyskach olimpijskich w 1900 w Paryżu rozegrano 16 lipca 1900 w Lasku Bulońskim. Startowało 4 lekkoatletów z 2 krajów. Rozegrano od razu finał. Była to konkurencja rozegrana po raz pierwszy na igrzyskach olimpijskich.

## Finał
| Poz.   | Zawodnik          | Kraj              | Wynik | Uwagi |
| ------ | ----------------- | ----------------- | ----- | ----- |
| złoto  | Ray Ewry          | Stany Zjednoczone | 3,210 | OR    |
| srebro | Irving Baxter     | Stany Zjednoczone | 3,135 |       |
| brąz   | Émile Torcheboeuf | Francja           | 3,030 |       |
| 4.     | Lewis Sheldon     | Stany Zjednoczone | 3,020 |       |